# Pedraza (Venezuela)
Pedraza è un comune del Venezuela situato nello stato del Barinas.
Il capoluogo del comune è la città di Ciudad Bolivia.